# 米哈伊尔·茨哈卡亚
米哈伊尔·格里戈里耶维奇·茨哈卡亚，（1865年5月4日—1950年3月19日），格鲁吉亚人，苏联革命家。他早年间与斯大林结识并成为朋友，曾担任斯大林和叶卡捷琳娜·斯瓦尼泽的证婚人。1907年流亡瑞士，在日内瓦与列宁结识。1917年与列宁一同乘坐密封列车离开瑞士返回俄罗斯。1922年以外高加索社会主义联邦苏维埃共和国国家元首的身份签署《苏联成立条约》。后任格鲁吉亚苏维埃社会主义共和国中央执行委员会主席；苏联中央执行委员会主席团成员。

## 生平
- 1865年5月4日出生于库塔伊西省昆西村的一个牧师家庭。从库塔伊西神学院毕业后前往第比利斯神学院学习。1886年因宣传革命思想被开除。
- 1880年起参加革命，在城市工人，雇工和贫苦农民中建立革命组织，从事革命宣传工作。
- 1888年-1897年，在第比利斯，巴库，巴统和库塔伊西从事地下革命组织的宣传工作。期间，1892年-1893年，参与格鲁吉亚第一个革命组织——社会民主党“第三集团”的建立。
- 1897年被高加索当地政府驱逐出境5年。1898年加入俄国社会民主工党。
- 1898年-1900年，在哈尔科夫、俄国社会民主工党叶卡捷琳诺斯拉夫省委和《南方工人报》编辑部工作。
- 1900年7月-1902年，被捕入狱。
- 1903年-1905年，俄国社会民主工党高加索委员会委员。
- 1905年4月-5月赴伦敦，出席俄国社会民主工党三大，发表关于格鲁吉亚农民运动的演讲。
- 1905年10月，参加圣彼得堡工人委员会的工作。
- 1905年11月，参加巴库革命。
- 1906年-1907年，参加第比利斯工会组织的组建工作。
- 1907年-1917年，流亡英国、瑞士。他是俄国社会民主工党（布）组织“前进”的成员。
- 1917年4月返回俄罗斯，参加四月会议。
- 1917年5月-10月，高加索议会议员。
- 1917年10月-1920年，俄国社会民主工党（布）高加索地委委员兼第比利斯市委委员。1919年6月被孟什维克政府逮捕，1920年5月获释。
- 1920年8月-1921年6月，共产国际中央执行委员会委员。
- 1921年-1922年，格鲁吉亚苏维埃社会主义共和国驻苏俄人民委员会全权代表。期间，1921年7月-1922年11月，共产国际中央执行委员会候补委员。
- 1923年1月-1931年2月，格鲁吉亚苏维埃社会主义共和国中央执行委员会主席。期间，1923年1月16日-1931年2月27日，外高加索社会主义联邦苏维埃共和国中央执行委员会联席主席。
- 1928年9月-1943年5月，共产国际中央监察委员。
- 1943年5月起退休，享受个人养老金待遇。
- 1950年3月19日于莫斯科逝世，享年84岁。葬于第比利斯姆塔茨明达山万神殿。苏联解体后迁葬。

茨哈卡亚是俄国社会民主工党3、5大、俄共（布）10-11、13大、联共（布）15-17大代表、第10-13、17次代表会议代表；共产国际2-7大代表，第2届中央执行委员，第3届中央执行委员会候补委员，第7届中央监察委员；第1-3届苏联最高苏维埃民族院代表。

## 荣誉
- 列宁勋章（1944）

## 纪念
1935年-1989年，塞纳基市被称为茨哈卡亚市。